# Större paradisfågel
Större paradisfågel (Paradisaea apoda) är en fågel i familjen paradisfåglar.

## Utseende
Större paradisfågel är den största inom släktet Paradisaea, upp till 43 centimeter lång, brun paradisfågel med gul hjässa, mörkgrön hals och svartbrunt bröst. Hanen är utsmyckad med stora gula sidoplymer och ett par långa stjärtfjädrar. Honan är mörkbrun.

## Utbredning och levnadssätt
Större paradisfågel förekommer på sydvästra Nya Guinea och Aruöarna i Indonesien. Den behandlas antingen som monotypisk eller delas in i två underarter med följande utbredning:
- Paradisaea apoda apoda – Aruöarna
- Paradisaea apoda novaeguineae – södra Nya Guinea (Timika till Fly- och Stricklandflodernas avrinningsområde)

### Större paradisfågeln i Västindien
En mindre population introducerades på ön Little Tobago i Västindien av sir William Ingram 1909-1912. Detta var ett försök att rädda arten undan utrotning, då den utsattes för intensiv jakt för sina plymers skull. Denna introducerade population fanns kvar fram till 1950-talet, men är sannolikt numera utdöd.

## Levnadssätt
Större paradisfågel hittas i skogar och skogsbryn i låglänta områden och förberg. Den livnär sig huvudsakligen på frukter, frön och små insekter. 

## Status
Trots det begränsade utbredningsområdet och att den tros minska i antal anses beståndet vara livskraftigt av internationella naturvårdsunionen IUCN. 

## Namn
Carl von Linné gav arten namnet Paradisaea apoda, vilket betyder "benlös paradisfågel", då de tidiga exemplar som nådde Europa hade preparerats och berövats sina ben, vilket gav upphov till en myt om vackra besökare från paradiset som flöt omkring i luften utan att någonsin vidröra marken förrän den dog, så den behövde inte några ben.